# Wipperdorf
Wipperdorf là một đô thị ở huyện Nordhausen, trong bang Thüringen, Đức. Đô thị Wipperdorf có diện tích 18,11 km².